# Esposa y mujer
Esposa y mujer (妻として女として Tsuma to shite onna to shite?) es una película dramática japonesa de 1961 dirigida por Mikio Naruse.

## Sinopsis
Miho, la amante del profesor casado Keijiro, ha estado administrando el bar en Ginza propiedad de él y su esposa Ayako durante años, con la esperanza de que algún día pueda convertirse en propietaria como agradecimiento por sus esfuerzos. En cambio, Ayako hipoteca el bar para una nueva adquisición, lo que genera un conflicto entre las mujeres. Keijiro evita tomar partido y continúa su romance con Miho. Alentada por sus amigos, Miho contrata al abogado Minami para reclamar una indemnización por despido. Cuando su esperanza de ganar el caso se desvanece, decide luchar por la custodia de los hijos de Keijiro, Hiroko y Susumu, que son sus hijos naturales, criados por Keijiro y la infértil Ayako como propios. En un enfrentamiento final entre Keijiro, Ayako y Miho, los niños descubren que Miho, a quien siempre les habían presentado como su tía, es su verdadera madre. Hiroko regaña a los adultos por su falta de sinceridad y se niega a involucrarse en sus planes. Algún tiempo después, Hiroko se muda con una amiga estudiante, decepcionada con sus padres. Miho, compensada con una pequeña suma, planea abrir una tienda de comida callejera, mientras que Ayako contempla el divorcio.

## Reparto
- Hideko Takamine como Miho Nishigaki;
- Masayuki Mori como Keijiro Kouno;
- Chikage Awashima como Ayako Kouno;
- Yuriko Hoshi como Hiroko Kouno;
- Kenzaburō Ōsawa como Susumu Kouno;
- Tatsuya Nakadai como Minami;
- Chōko Iida como Nishigaki Shino, la abuela de Miho;
- Keiko Awaji como Fukuko;
- Chieko Nakakita como Toshiko Furuya.

## Producción y lanzamiento
El guion de Esposa y mujer se inspiró en un caso judicial real. La película se estrenó en Japón el 30 de mayo de 1961 y en los Estados Unidos en una versión subtitulada en marzo de 1962. Se presentó nuevamente en los Estados Unidos como parte de una retrospectiva de 25 películas de Naruse en 1985, organizada por el Kawakita Memorial Film Institute y el estudioso del cine Audie Bock.